# Comunidad de aldeas de Calatayud
Este artículo es sobre el antiguo distrito medieval de Calatayud. Para consultar la comarca actual, véase Comunidad de Calatayud.
La comunidad de aldeas de Calatayud fue un distrito jurisdiccional dentro del antiguo Reino de Aragón, y posteriormente dentro del Reino de España, hasta su disolución con la división provincial de 1833. Como otras comunidades de aldeas, estaba dividida en seis sesmas.

## Historia

Sesma del río de la Cañada
Sesma del río Ibdes
Sesma del río Berdejo
Sesma del río Miedes
Sesma del río Jalón
Sesma del río Jiloca

Su origen data de 1131, cuando tras la batalla de Cutanda, el rey Alfonso I, una vez otorgado los fueros de Calatayud que le pidieron los pobladores, puso bajo su jurisdicción un amplio territorio como era costumbre, entonces, en el caso de las villas foralengas. El núcleo urbano y las aldeas de su jurisdicción formaron una comunidad como las de Daroca, Teruel y Albarracín. 
La Comunidad se inscribía en la cuenca del río Jalón y sus límites señalados en el fuero son, por el NE, Chodes; por el NO, la sierra de la Bigornia; por el O, Berdejo y Carabantes; por el SO, Albalate y Ariza; por el SE, Milmarcos y Guisema (Tortuera), y por el E, Cubel, Villafeliche, Langa del Castillo y Codos.
Un documento importantísimo para la constitución de la comunidad fue la Bula de Lucio III (1182). Al pasar el tiempo se plantearon conflictos entre la villa y la Comunidad; en 1297 se reconoció la personalidad jurídica de las aldeas, quedando en gran medida emancipadas; las disputas, sin embargo, continuaron hasta el siglo XVII, pero ello no significó el fin de la Comunidad, que pervivió hasta las divisiones administrativas de la División provincial de 1833.
La población debió oscilar entre los 25.000 y 30.000 habitantes en los siglos XIV y XV.

## Organización administrativa
La Comunidad de Aldeas estuvo dividida en las siguientes sesmas:
- Sesma del río Ibdes con Ibdes, Munébrega, Alarba, Castejón, Acered, Cubel, Pardos, Abanto, Monterde, Cimballa, Jaraba, Llumes y Somed, esta última despoblada a finales del siglo XV.
- Sesma del río Jiloca, que engloba los municipios de Maluenda, donde se encontraba el Archivo de la Comunidad de aldeas de Calatayud, Atea, Montón, Fuentes de Jiloca, Velilla de Jiloca, Olvés y Mochales despoblada a finales del siglo XVII.
- Sesma del río Jalón integrada por Ateca, Terrer, Castejón de las Armas, Bubierca, Alhama, Paracuellos y Morata
- Sesma del río de Berdejo. Con Berdejo, Cervera de la Cañada, Malanquilla, Torrelapaja, Torrijo, Moros, Bijuesca, Torralba aunque sólo aparece en una de las cuatro listas que se conservan y Monubles, despoblado en el siglo XV y que se repartió entre Ateca y Moros.
- Sesma del río de la Cañada: Paracuellos, Sabiñán, Embid, Santos, Viver, Aniñón, Villarroya y Clarés.
- Sesma del río Miedes: Miedes, Mara, Ruesca, Orera, Belmonte, Villalba, Inogés, Aldehuela, Sediles, Aluenda, Frasno y Castellonciello.

## Ordinaciones
Existieron Ordinaciones manuscritas de la Comunidad bilbilitana en el siglo XVI. Ricardo del Arco señala las Ordinaciones de la Comunidad de Calatayud de 1588 en el Archivo Histórico Nacional. En efecto, en la Sección de Diversos, en Comunidades, se encuentra con el número de legajo 141, un manuscrito en papel con letra del siglo XVI y 22 folios, con el título siguiente: "Forma y modo de proceder que han los jurados y jueces ordinarios de los lugares de la Comunidad de Calatayud en las causas civiles sumarias y plenarias y ante los regidores de los ríos por apelación y otras cosas, de que han de estar advertidas y ajustadas las Ordinaciones del nuevo regimiento de la dicha Comunidad". Con 24 títulos regulan tanto aspectos de administración de justicia como administrativos y de "buen gobierno" de los pueblos de la Comunidad. El Regente Marcilla informa favorablemente al Consejo de Aragón para que autorice su impresión, aunque creemos que ésta no se llevó a cabo.
La Sentencia Arbitral de Felipe II revoca algunos puntos de las ordinaciones de las aldeas y Comunidad.
Conocemos cuatro ordinaciones impresas durante el siglo XVII correspondientes a los años 1636, 1654, 1671 y 1689. Hasta la fecha no se ha encontrado el resto del archivo de la Comunidad que estaba depositado en Maluenda.